# Marovoay (district)
Marovoay is een district van Madagaskar in de regio Boeny. Het district telt 173.153 inwoners (2011) en heeft een oppervlakte van 3.804 km², verdeeld over 12 gemeentes. De hoofdplaats is Marovoay.